# Krökning
Krökning är måttet på en kurvas, ytas eller annan flerdimensionell ytas (mångfalds) böjning, dvs. hur kurvan skiljer sig från en rät linje eller (hyper)plan.

## Kurvkrökningar
För en plan kurva C är storleken på krökningen i en given punkt P given av radiens reciprok från den så kallade oskulerande cirkeln som "snuddar" kurvan i den givna punkten.
Ju mindre radie den oskulerande cirkeln har, desto större är krökningen (1/r). Omvänt gäller att ju mindre krökning, desto större radie. En liten kurvatur liknar en rät linje.
En rät linje har krökningen noll överallt, medan en cirkel med radien R har krökningen 1/R överallt.

## Ytkrökningar
För tvådimensionella mångfalder (ytor) i {\displaystyle \mathbb {R} ^{3}} finns två former av krökningar: Gaussiska krökningar (kallas även sektionskrökning) och medelkrökning. För att beräkna krökningen kan man betrakta ett plan som skär en yta. Skärningen bildar en kurva med en given krökning och när det ursprungliga planet roteras runt den givna punkt i ytan man vill beräkna krökningen i, så finns två riktningar med maximal respektive minimal krökning, (1/R1 respektive 1/R2).
Den gaussiska krökningen (eller Gausskrökningen) är produkten 1/R1R2 och har dimensionen 1/längd2.
Medelkrökningen är summan 1/R1 + 1/R2 och har dimensionen 1/längd.
I tekniska sammanhang skiljer man på enkelkrökta och dubbelkrökta ytor. För att böja ett konstruktionselement (t.ex. en plan plåt) så att det blir enkelkrökt krävs endast en (mindre) deformation av materialet i en dimension. För att göra elementet dubbelkrökt krävs dessutom omfördelning av materialet så att tjockleken nödvändigtvis ändras över ytan. Ett exempel på enkelkrökt yta är en del av en cylinder; ett exempel på en dubbelkrökt yta är en del av en sfär.

## Begrepp
Krökningscentrum kallas krökningscirkelns medelpunkt. Orten för krökningscentrum kallas evoluta.
Krökningscirkel till en kroklinje kallas gränsläget för en cirkel, som går genom tre av dess punkter, då de tre punkterna bringas att sammanfalla.
Krökningsplan till en dubbelkrökt kurva kallas det plan, som bestäms av tangenten och principalnormalen.
Krökningsradie kallas radien i krökningscirkeln. Då kroklinjens ekvation är given, bestäms krökningsradien medelst differentialräkning.
Krökningsvinkel kallas den spetsiga vinkel, som tangenterna i ändpunkterna av en oändligt liten båge bildar med varandra.